# مرکز تفریحی خان‌چادر

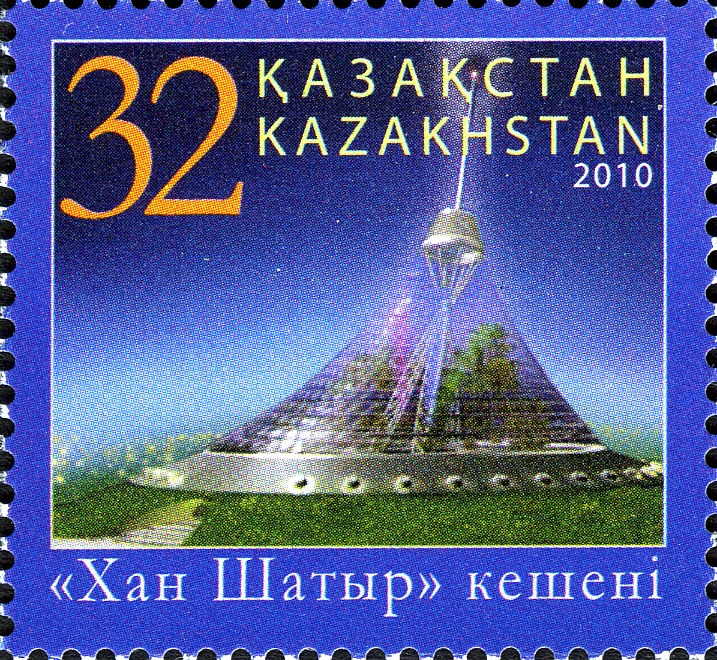
Daytime computer render of Khan Shatyr Entertainment Center, the highest tensile structure in the world

مرکز تفریحی خان‌چادُر (به انگلیسی: Khan Shatyr Entertainment Center) در قزاقستان واقع شده‌است.

## طراح
نورمن فاستر معمار معماری پایدار، این مجموعه مرکز تفریحی را طراحی نموده و بزرگترین سازه چادری کششی جهان را خلق نمود.

## سازه
سازه این مرکز تفریحی با ارتفاع تقریباً ۵۰۰ فوت میزبان انواع سرگرمی‌های هیجان انگیز سبز می‌باشد و در آن انواع امکانات سرگرمی‌های جدید مانند سینما، رستوران، بوتیک و حتی پارک آبی در زیر این سقف قرار گرفته، با توجه به تابستانهای گرم و خشک و زمستان‌های سرد و خشن منطقه در سقف آن پوشش شفاف و فضایی پر از گیاهان سبز می‌باشد.
ستونی سه‌پایه به ارتفاع ۴۹۲ فوت از مرکز به سقف چادر وصل شده‌است که با حمایت شبکه کابلها به سطح پوشش پیوسته بکار گرفته شده‌است این کابل‌ها از قله به پایین می‌رسد.
یکی از نمونه‌های طراحی شده در این مرکز تفریحی این می‌باشد که با توجه به تغییرات دمایی بین ۳۵ درجه سانتی گراد تا منفی ۳۵ درجه سانتی گراد می‌رسد محیطی دلچسب و زیبا را فراهم می‌کند برای رسیدن به انرژی مطلوب شرایط آب و هوایی را تحت کنترل خود درمی‌آورد و با پوشش چادر سه لایه شفاف خود اجازه عبور نور فیلتر شده را به زیر چادر بدهد. همین‌طور در زمستان از طریق کنترل دما از تشکیل یخ درلایه داخلی جلوگیری کرده و جریان هوای گرم را تا سطح لایه داخلی کارگردانی می‌کند در تابستان سطح خارجی‌ترین لایه فویل سایه خورشید را فراهم می‌کند و جریان هوای سرد در سراسر فضای داخلی اجازه خروج هوای گرم را فراهم می‌کند.